# Francesco Bartolomeo DeLeone
Francesco Bartolomeo DeLeone (Ravenna, 28 luglio 1887 – Akron, 10 dicembre 1948) è stato un compositore statunitense.

## Biografia
Di origini italiane, studiò musica a Napoli per svolgere quindi la sua carriera di compositore e insegnante negli Stati Uniti. È ricordato in particolare per la sua opera Alglala (1924) che utilizza temi musicali dei nativi americani.
Nato negli Stati Uniti a Ravenna (Ohio) da una famiglia di immigrati italiani provenienti da Colliano (in provincia di Salerno), a quindici anni DeLeone fu ammesso al Dana Musical Institute a Warren. Nel 1907 si recò in Italia per completare la sua formazione musicale presso il Regio Conservatorio di Musica di Napoli. Dopo il conseguimento del diploma nel 1910, la sua operetta, "Capriccio di un milionario", fu messa in scena il 26 luglio 1910 al Teatro Eldorado di Napoli e quindi in altre città italiane. Lo stesso anno DeLeone tornò negli Stati Uniti, come direttore di musica alla Municipal University di Akron.
Durante la sua carriera DeLeone compose cantate, canzoni, e musica per pianoforte in aggiunta ad opere e operette. La sua opera di maggior successo, Alglala, fu messa in scena per la prima volta allo Akron Armory il 23 maggio 1924. La trama è basata su una storia dei nativi americani; il librettista, Cecil Fanning, trasse ispirazione da esperienze, osservazioni e ricerche durante le diverse stagioni trascorse nella riserva Crow in Montana. L'opera rimane uno dei migliori esempi del movimento indianista nella musica americana, movimento al quale contribuirono anche altri intellettuali italiani, dal fotografo ed etnografo Carlo Gentile ai compositori Giacomo Puccini (La fanciulla del West, 1910) e Alberto Bimboni (Winona, 1928). Presentata nuovamente a Cleveland il 14 e 15 novembre 1924, l'opera vinse il Bispham Memorial Medal Award e numerosi altri premi. Il compositore ricevette anche dal re Vittorio Emanuele III d'Italia il titolo di Cavaliere dell'Ordine della Corona Reale, in riconoscimento del suo successo nella produzione operistica.
Deleone morì nel Akron il 10 dicembre 1948.